# Бунгея
Бунге́я (также бунгеа; лат. Bungea) — род травянистых растений семейства Заразиховые (Orobanchaceae), распространённый
в Западной и Центральной Азии.
Род назван в честь русского ботаника Александра Андреевича Бунге.

## Ботаническое описание
Многолетние полупаразитические травы. Листья супротивные, плотно опушённые, нижние — цельные, верхние — трёхраздельные.
Цветки сидячие, с двумя прицветниками, собраны в фрондозные кисти, нередко составляющие половину высоты растения. Чашечка с короткой трубкой с 8—10 выступающими ребрами и 4 длинными листовидными долями. Венчик жёлтый или красноватый, двугубый: верхняя губа шлемовидная, нижняя губа с тремя лопастями. Тычинок 4, двусильные, пыльники голые. Плод — яйцевидная, заострённая, локулицидная коробочка. Семена продолговато-треугольные, по краям утолщённые.

## Виды
Род включает 2 вида:
- Bungea trifida (Vahl) C.A.Mey. typus — Бунгеа трёхраздельная
- Bungea vesiculifera (Herder) Pavlov & Lipsch. — Бунгея пузырчатая